# Mountainaire
Mountainaire is een plaats (census-designated place) in de Amerikaanse staat Arizona, en valt bestuurlijk gezien onder Coconino County.

## Demografie
Bij de volkstelling in 2000 werd het aantal inwoners vastgesteld op 1014.

## Geografie
Volgens het United States Census Bureau beslaat de plaats een oppervlakte van
26,5 km², geheel bestaande uit land. Mountainaire ligt op ongeveer 2074 m boven zeeniveau.

## Plaatsen in de nabije omgeving
De onderstaande figuur toont nabijgelegen plaatsen in een straal van 40 km rond Mountainaire.